# Paul Anka
Pour les articles homonymes, voir Anka.
Paul Anka, né le 30 juillet 1941 à Ottawa, est un auteur-compositeur-interprète canadien naturalisé américain.
Il est rendu célèbre, entre autres par, l'écriture des paroles de My Way, adaptation en anglais du titre Comme d'habitude de Jacques Revaux et Claude François. Il est le premier interprète anglophone de cette version, qui sort en 1969, et qui est popularisée la même année par Frank Sinatra avant d'être reprise par de nombreux artistes.

## Biographie
Paul Anka naît au Canada de parents syriens ; son père vient de Bab Touma, quartier chrétien à Damas en Syrie,,. Il est naturalisé américain le 6 septembre 1990.
Encouragé par ses parents, Paul Anka développe très tôt un talent de chanteur et enregistre son premier titre I Confess à l'âge de 14 ans.
Le 7 août 1957, il fait sa première apparition télévisée à New York, dans l'émission American Bandstand appartenant au réseau américain ABC. Il y présente une chanson composée pour son ancienne baby-sitter, Diana Ayoub. La chanson Diana remporte un succès immédiat et passe en tête des meilleures ventes de disques le 9 septembre.
Irvin Feld (en), propriétaire d'une chaîne de magasins de disques et producteur du spectacle Biggest Show of Stars engage alors Paul Anka pour sa première tournée aux États-Unis en septembre 1957.
En 1958, Paul signe sa première visite en Algérie où il est accueilli en roi par la famille Castelli qui lui offre à de multiples reprises ses scènes.
Diana reste aujourd'hui un des 45 tours les plus vendus de l'histoire de la musique avec 9 millions de copies. Grâce aux titres You Are My Destiny et Crazy Love, également classés dans les 20 meilleures ventes de l'année 1958, Paul Anka devient l'idole du public adolescent. Il écrit et interprète la chanson Faibles femmes (It's really love) pour le film Faibles Femmes de Michel Boisrond.
Après une tournée au Royaume-Uni en novembre 1957, il réalise une série de concerts avec Buddy Holly en Australie en janvier 1959.

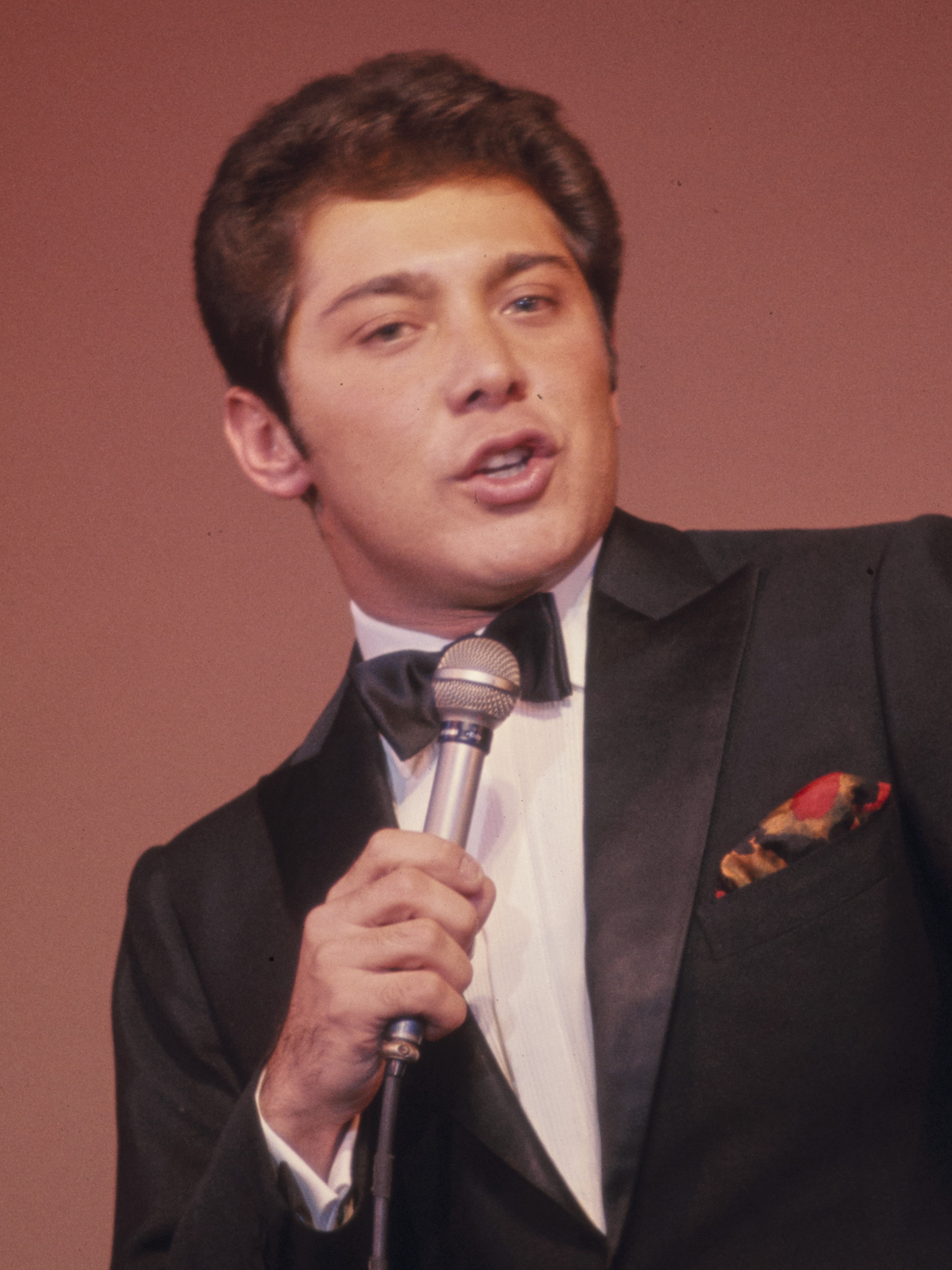
Paul Anka dans les années 1960.

Au début de l'année 1959, Anka commence une carrière d'acteur en chantant plusieurs chansons (dont Lonely Boy (en)) dans le film Girls Town. Il joue également un rôle dans le film Le Jour le plus long en 1962 dont il écrit la musique et la chanson du film The Longest Day qui sera un succès international.
Il enchaîne les succès commerciaux avec les titres Put Your Head On My Shoulder, Puppy Love (écrits pour Annette Funicello), It's Time To Cry, et My Home Town, tous classés dans les dix meilleures ventes de l'année.
Ayant atteint la majorité, il se produit dans les casinos de Las Vegas : le Sahara Hôtel en 1959 et le Copacabana en 1960.
Sa popularité auprès du jeune public diminuant, il signe en 1962 chez le label RCA Victor, puis chez Buddah Records en 1971. Il renoue enfin avec le succès en signant en 1974 chez United Artists Records, une compagnie connue pour son style conventionnel. Son premier titre, (You're) Having My Baby, un duo avec Odia Coates, devient numéro 1 des ventes (sous la pression des mouvements féministes naissants, le titre est modifié en (You're) Having Our Baby).
Deux autres duos, également avec Odia Coates, seront classés dans les dix meilleures ventes.
En 1975, il enregistre le jingle The Times of Your Life pour la marque Kodak. La campagne publicitaire est un succès et une version longue de The Times of Your Life est produite en 45 tours.
Paul Anka a également composé pour d'autres artistes : le titre It Doesn't Matter Anymore pour Buddy Holly, She's a Lady pour Tom Jones.
En 1969, Paul Anka adapte en anglais le tube Comme d'habitude de Claude François, qui devient My Way. La même année, le titre est repris par Frank Sinatra et devient un énorme succès. Paul Anka reprendra un autre titre de Claude François, Plus rien qu'une adresse en commun, qui deviendra Do I love you.
Paul Anka a également composé le générique du Johnny Carson's Tonight Show. En 1963, il compose I'm watching you pour Sylvie Vartan, offrant à celle-ci son premier titre en anglais, titre qu'il interprètera d'ailleurs en duo avec elle à la télévision américaine deux ans plus tard. En 1979, il compose et produit un album pour Mireille Mathieu intitulé Mireille Mathieu sings Paul Anka pour la version américaine et Mireille Mathieu chante Paul Anka pour la version française dont les paroles sont adaptées par Eddy Marnay. Il chante trois duos avec Mireille You and I/Toi et moi, After You/Comme avant et Bring the Wine dans ces deux albums. Ces albums ont été distribués dans le monde entier.
Au début des années 1980, il a co-écrit avec Michael Jackson les titres Love Never Felt So Good et This Is It. Ces titres, qui ne seront pas exploités du vivant du « Roi de la Pop » (mais sur des albums posthumes à partir de 2009) seront en revanche exploités par Johnny Mathis (en 1984 pour Love Never Felt So Good) et la chanteuse Safire (1991 pour This Is It sous le titre I Never Heard).
Il renoue avec ses origines libanaises en 1999 en se produisant à guichets fermés au Forum de Beyrouth.
En France, il est invité à chanter avec les candidats de Star Academy en 2005, en 2006 et en 2008. Plus récemment, il est apparu sur France 2 le 4 janvier 2014 dans le programme Tenue de soirée exigée, une émission spéciale en hommage aux chanteurs de charme des années 1950.

### Vie privée
Paul Anka est père de six enfants.
Épouses : 
- Lisa Pemberton depuis 2016
- Anna Anka de 2008 à 2010 : un fils Ethan né  le 22 septembre 2005
- Anne De Zogheb (1942-2017), fille d’un diplomate libanais de 1963 à 2000 :

Enfants : Amanda Anka, Amelia Anka, Alexandra Anka, Anthea Anka, Alicia Anka.

## Discographie
(non exhaustive)
- 1957 : Diana
- 1958 : You Are My Destiny

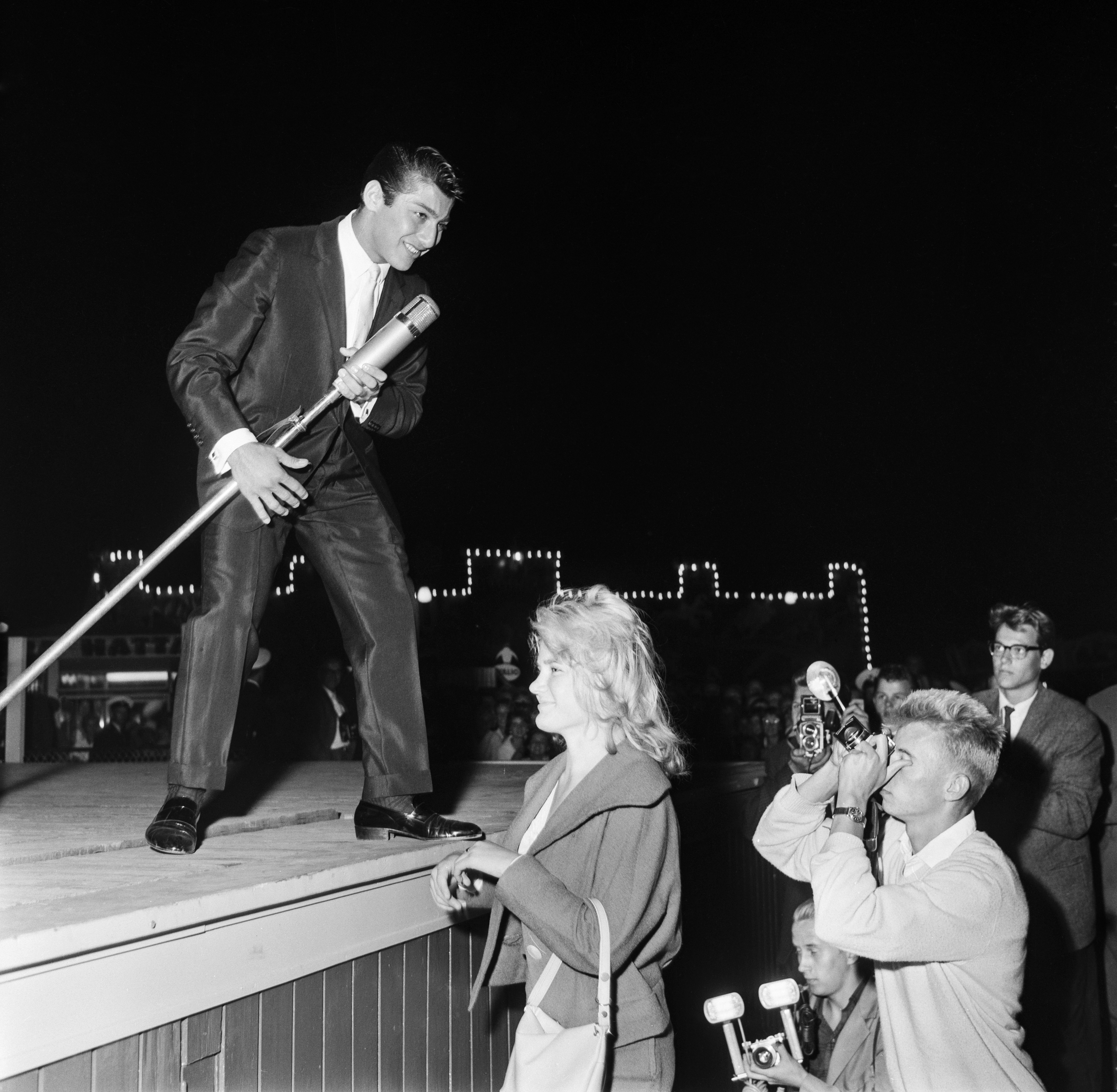
Paul Anka sur scène en 1959.

- 1958 : 10" ABC Paramount 1501 - red sails in the sunset
- 1958 : EP ABC Paramount 90836 - red sails in the sunset
- 1958 : Crazy Love (en)
- 1959 : Put Your Head on My Shoulder
- 1959 : Puppy Love
- 1959 : (All of A Sudden) My Heart Sings
- 1959 : I Miss You So
- 1959 : Lonely Boy (en)
- 1959 : It's Time to Cry
- 1961 : Tonight My Love, Tonight
- 1974 : One Man Woman/One Woman Man (duo avec Odia Coates)
- 1974 : I Don't Like to Sleep Alone (duo avec Odia Coates)
- 1974 : Having My Baby (duo avec Odia Coates)
- 1975 : Times of Your Life
- 1979 : Headlines
- 1983 : Walk a Fine Line
- 1998 : Body of Work (album de duos et 123e album signé par Paul Anka)
- 2005 : Rock Swings
- 2007 : Classic Songs - My Way (compilation titres réenregistrés) (sortie officielle : 7 janvier 2008)
- 2013 : Forever Gentlemen (compilation chansons de crooners)

## Filmographie

### Cinéma
- 1959 : Girls Town de Charles F. Haas
- 1960 : La vie privée d'Adam et Ève de Mickey Rooney et Albert Zugsmith : Pinkie Parker
- 1961 : Look in Any Window de William Alland : Craig Fowler
- 1962 : Le Jour le plus long (The Longest Day) : U.S. Army Ranger
- 1992 : Captain Ron de Thom Eberhardt : Donaldson
- 1993 : Ordinary Magic de Giles Walker : Joey Dean
- 1996 : Mad Dogs de Larry Bishop : Danny Marks
- 2001 : Destination : Graceland (3000 miles to Graceland) de Demian Lichtenstein : Pit Boss #1

### Télévision
- 1961 : Make Room for Daddy (série télévisée) : Paul Pryor
- 1965 : The Red Skelton Show (série télévisée) : Bonnie Prince Gorgeous
- 1974 : Kojak (série télévisée) : Buddy Maus
- 1977 : Lindsay Wagner: Another Side of Me de Art Fisher (téléfilm) :
- 1982 : The Paul Anka Show : Hôte
- 1983 : L'Homme qui tombe à pic (série télévisée) : Vic Madison
- 1987 : Les incorruptibles de Chicago (série télévisée) : Anthony 'Tony' Dio
- 1991 : Perry Mason: The Case of the Maligned Mobster (téléfilm) : Nick Angel
- 1994 : Rebel Highway (séries TV) : Mr Lagrange
- 1995 : Les Simpson : lui-même, voix uniquement (saison 7, épisode 6 : Simpson Horror Show VI "L'attaque des « gâche la vue » géants")
- 1999 : That '70s Show apparition (saison 2, épisode 2) : lui-même
- 2003 : Las Vegas (série télévisée) : lui-même (saison 1 et 2)
- 2006 : Gilmore Girls apparition (saison 6, épisode 18) : lui-même
- 2016 : Gilmore Girls : Une Nouvelle Année apparition (saison 1, épisode 2) : lui-même
- 2020 : The Masked Singer (saison 4) : lui-même (sous le costume du brocoli)

### Compositeur
- 1959 : Faibles Femmes de Michel Boisrond (chanson It's Really Love)

## Publication
- My Way, New York City, (NY), États-Unis, St Martin’s Press, 2013, 320 p.  (ISBN 978-0-312-38104-2)

## Récompenses et distinctions
- 1980 : élu membre du Canadian Music Hall of Fame
- 1984 : étoile sur le Hollywood Walk of Fame à l'adresse 6 840 Hollywood Blvd (le 26 septembre)
- 1991 : fait Chevalier des Arts et des Lettres par le gouvernement français
- 2001 : élu artiste de l'année par The American Gaming Association
- 2005 : promu officier de l'Ordre du Canada
- 2020 : promu officier de l'Ordre national du Mérite